# Abraham Kome
Abraham Boualo Kome (ur. 2 lipca 1969 w Loum-ville) – kameruński duchowny katolicki, biskup Bafang od 2012.

## Życiorys

### Prezbiterat
Święcenia kapłańskie otrzymał 11 grudnia 1999 i został inkardynowany do diecezji Nkongsamba. Po rocznym stażu wikariuszowskim przy katedrze został prefektem seminarium w Melong. W latach 2003–2006 był proboszczem w Kekem, a w kolejnych latach pracował jako wikariusz generalny diecezji (2006-2011) oraz jako jej administrator (2011-2012).

### Episkopat
26 maja 2012 papież Benedykt XVI mianował go biskupem ordynariuszem nowo powstałej diecezji Bafang. Sakrę otrzymał 15 lipca 2012.
6 czerwca 2017, w związku z tragiczną śmiercią biskupa Bafii, Jeana-Marii Balla, został mianowany przez papieża Franciszka administratorem apostolskim tejże diecezji.